# Sciapus amplicaudatus
Sciapus amplicaudatus är en tvåvingeart som först beskrevs av Lamb 1922.  Sciapus amplicaudatus ingår i släktet Sciapus och familjen styltflugor.
Artens utbredningsområde är Seychellerna. Inga underarter finns listade i Catalogue of Life.